# Jürgen Becker (Theologe)
Jürgen Walter Becker (* 11. Dezember 1934 in Hamburg) ist ein deutscher evangelischer Theologe und emeritierter Professor für Neues Testament und Judaistik.
Jürgen Becker, Sohn von Paula Becker, geborene Westphal, und des Ingenieurs Walter Becker, war nach dem Abitur an der Stormarnschule in Ahrensburg und dem Studium der evangelischen Theologie in Hamburg und Heidelberg von 1959 bis 1961 Wissenschaftlicher Mitarbeiter an der Qumranforschungsstelle in Heidelberg. 1959 bestand der das Erste Theologische Examen. Er wurde 1961 mit einer Arbeit über Heils- und Sündenbegriffe in den Qumrantexten und im Neuen Testament zum Dr. theol. promoviert. Von 1961 bis 1963 war er Vikar und Hilfsprediger in Hamburg. Das Zweite Theologische Examen erfolgte 1962. Von 1963 bis 1968 arbeitete er als wissenschaftlicher Assistent in Heidelberg und Bochum. Im Jahr 1968 habilitierte Becker sich in Bochum und war dort vom selben Jahr bis 1969 Dozent. Er war von 1969 bis zur Emeritierung 2000 ordentlicher Professor für Neues Testament und Judaistik an der Christian-Albrechts-Universität Kiel. Von 1981 bis 1984 war er Vizepräsident der Universität. Becker war mehrfach Dekan der Theologischen Fakultät und Senator der Universität. Ihm wurde die Ehrendoktorwürde der Theologischen Fakultät der Universität Tartu verliehen. Jürgen Walter Becker heiratete 1961 Maria-Luise Schultz, bekam mit ihr die Kinder Jan-Dirk und Uta und lebt in Raisdorf.

## Schriften
- Das Heil Gottes. Heils- und Sündenbegriffe in den Qumrantexten und im Neuen Testament (= Studien zur Umwelt des Neuen Testaments. Band 3). Vandenhoeck & Ruprecht, Göttingen 1964 (Überarbeitete Fassung von: Heidelberg, Universität, Dissertation, 1961).
- Untersuchungen zur Entstehungsgeschichte der Testamente der zwölf Patriarchen (= Arbeiten zur Geschichte des antiken Judentums und des Urchristentums. Band 8). Brill, Leiden 1970 (Zugleich: Bochum, Universität, Habilitations-Schrift, 1968).
- Johannes der Täufer und Jesus von Nazareth (= Biblische Studien. Band 63). Neukirchener Verlag, Neukirchen-Vluyn 1972, ISBN 3-7887-0353-9.
- Die Testamente der zwölf Patriarchen, übersetzt und erklärt. 1970.
- mit Hans Conzelmann und Gerhard Friedrich: Die Briefe an die Galater, Epheser, Philipper, Kolosser, Thessalonicher und Philemon (= Das Neue Testament Deutsch. Band 8). 14., neu bearbeitete und ergänzte Auflage (1. Auflage dieser Bearbeitung). Vandenhoeck & Ruprecht, Göttingen 1976, ISBN 3-525-51324-0.
- Auferstehung der Toten im Urchristentum (= Stuttgarter Bibelstudien. Band 82). KBW, Stuttgart 1976, ISBN 3-460-03821-7.
- Das Evangelium nach Johannes (= Ökumenischer Taschenbuchkommentar zum Neuen Testament. Band 4, 1–2 = Gütersloher Taschenbücher Siebenstern. 505–506). 2 Bände (Band 1: Kapitel 1–10. Band 2: Kapitel 11–21.). Gütersloher Verlagshaus Mohn u. a., Gütersloh u. a. 1979–1981, ISBN 3-579-04835-X (Band 1), ISBN 3-579-04836-8 (Band 2).
- Paulus. Der Apostel der Völker. Mohr, Tübingen 1989, ISBN 3-16-145509-6.
- Jesus von Nazaret. de Gruyter, Berlin u. a. 1996, ISBN 3-11-014882-X (Kurzrezension).
- Maria. Mutter Jesu und erwählte Jungfrau (= Biblische Gestalten. Band 4). Evangelische Verlags-Anstalt, Leipzig 2001, ISBN 3-374-01932-3.
- Johanneisches Christentum. Seine Geschichte und Theologie im Überblick. Mohr Siebeck, Tübingen 2004, ISBN 3-16-148264-6.
- Die Auferstehung Jesu Christi nach dem Neuen Testament. Ostererfahrung und Osterverständnis im Urchristentum. Mohr Siebeck, Tübingen 2007, ISBN 978-3-16-149427-7.
- Simon Petrus im Urchristentum (= Biblisch-theologische Studien. Band 105). Neukirchener Verlag, Neukirchen-Vluyn 2009, ISBN 978-3-7887-2394-1.
- Mündliche und schriftliche Autorität im frühen Christentum. Mohr Siebeck, Tübingen 2012, ISBN 978-3-16-151707-5.
- Das Urchristentum als gegliederte Epoche (= Stuttgarter Bibelstudien. Band 155). Katholisches Bibelwerk, Stuttgart 1993, ISBN 3-460-04551-5.
- Hoffnung. Der frühchristliche Dialog zur eschatologischen Vollendung (= Biblisch-theologische Studien. Band 171). Vandenhoeck & Ruprecht, Göttingen 2018, ISBN 978-3-7887-3234-9.